# 2025년 EAFF E-1 풋볼 챔피언십 (여자부)
2025년 EAFF E-1 풋볼 챔피언십은 동아시아 축구 연맹의 가맹국 여자 축구 국가대표팀들이 참가하는 여자 동아시안컵의 제9회 대회이다. 동일한 성격의 남자부 경기로는 2025년 EAFF E-1 풋볼 챔피언십이 있다.
대회는 예선 라운드 및 결승 대회로 구성된다. 예선 라운드는 마카오에서 2023년 11월 30일부터 2023년 12월 7일까지 개최되었다. 예선 라운드에서는 총 7개국이 출전하였고, 2개의 조로 나뉘어 리그전을 치르고, 각조 1위, 2위, 3위간의 경기를 치른다. 각조 1위간 경기의 승리팀이 결승 대회로 진출한다.

## 참가국
2023년 4월에 발표된 FIFA 여자 랭킹을 바탕으로 동아시아 축구 연맹의 10개국이 예선 라운드 및 본선대회에 배정되었다. 대회의 예선 단계에서 우승한 국가는 다음 단계로 진출한다.
| 결승 대회                                             | 예선 라운드 |
| ----------------------------------------------------- | --- |
| - 일본 - 대한민국 (결승 대회 개최국) - 중화인민공화국 | - 중화 타이베이 - 홍콩 - 괌 - 마카오 (예선 라운드 개최국) - 몽골 - 조선민주주의인민공화국 (FIFA 랭킹 없음) - 북마리아나 제도 (FIFA 멤버 아님) |

## 순위 결정 방식
2025년 EAFF E-1 풋볼 챔피언십에 참가한 2개 이상의 팀의 승점이 같다면 다음 순서에 따른다.
1. 승점이 동률인 팀간 경기에서의 승점
2. 승점이 동률인 팀간 경기에서의 골득실
3. 승점이 동률인 팀간 경기에서의 다득점
4. 동률 팀 간의 승점, 골득실, 다득점이 같은 경우에는 1)에서 3)의 순서를 반복한다. 이후에도 순위가 같다면 다음 순서에 따른다.
5. 전체 경기에서의 골득실
6. 전체 경기에서의 다득점
7. 승부차기 (각 라운드별 마지막 경기에서 만난 팀들인 경우에 한정함)
8. 페어플레이 점수
9. 추첨

## 예선 라운드
예선 라운드는 마카오에서 2023년 11월 30일부터 2023년 12월 7일까지 개최되었다. 예선 라운드에서는 총 7개국이 출전하였고, 2개의 조로 나뉘어 리그전을 치르고, 각조 1위, 2위, 3위간의 경기를 치른다. 각조 1위간 경기의 승리팀이 결승 대회로 진출한다.

### 경기장
제9회 여자 동아시안컵 예선 라운드의 결승은 마카오의 이스타지우 캄푸 데스포르티부(마카오 축구 국가대표팀 홈구장)에서 열렸다.

| 이스타지우 캄푸 데스포르티부 |
| ---------------------------- |
| 타이파                       |
| 수용인원: 16,000명           |
|                              |

## 참가국
FIFA 랭킹을 바탕으로 동아시아 축구 연맹의 10개국 중 상위 4개국들이 본선대회에 배정되었다.
| 결승 대회                                                             |
| --------------------------------------------------------------------- |
| - 일본 - 중화인민공화국 - 대한민국 (결승 대회 개최국) - 중화 타이베이 |